# Guillaume de Bruyn
Pour les articles homonymes, voir De Bruyn.
 (janvier 2017).
Si vous disposez d'ouvrages ou d'articles de référence ou si vous connaissez des sites web de qualité traitant du thème abordé ici, merci de compléter l'article en donnant les références utiles à sa vérifiabilité et en les liant à la section « Notes et références ».
Guilliam De Bruyn (1649-1719), dit en français Guillaume de Bruyn, est un architecte bruxellois du XVIIe siècle qui participa à la reconstruction de la Grand-Place de Bruxelles après la destruction de bon nombre de ses maisons lors du bombardement de Bruxelles par les troupes françaises de Louis XIV commandées par le maréchal de Villeroy en août 1695.

## Biographie
Comme pour la plupart des autres créateurs de la Grand-Place, ni sa biographie, ni son cadre familial, ni sa formation, ni sa carrière administrative ne sont encore connues. Même si, sans doute tant à Munich qu'à Bruxelles, les archives doivent receler de nombreuses pièces le concernant.

## Fonctions
Il était contrôleur des travaux de la ville de Bruxelles  et géomètre juré, ce qui fait que son nom figure dans de nombreux documents concernant cette reconstruction, au point que certains le présentent comme le « concepteur » de la Grand-Place.
Le fait qu'il s'attribue également le titre d'« architecte-ingénieur », comme on le rencontre en Italie, montre qu'il était une personnalité « hors corporation » et qu'il a peut-être reçu une formation internationale.

## Réalisations
On lui attribue les plans de la « Maison des Ducs de Brabant », de la « Maison de l'Arbre d'Or » (Maison des Brasseurs), de la « Maison de la Chaloupe d'Or » et de la « Maison de l'Ange », à moins que sa signature de ces plans ne soit qu'un « permis de bâtir ».
Une caractéristique commune à tous ces édifices est l'utilisation de l'ordre colossal, qui leur confère leur monumentalité.

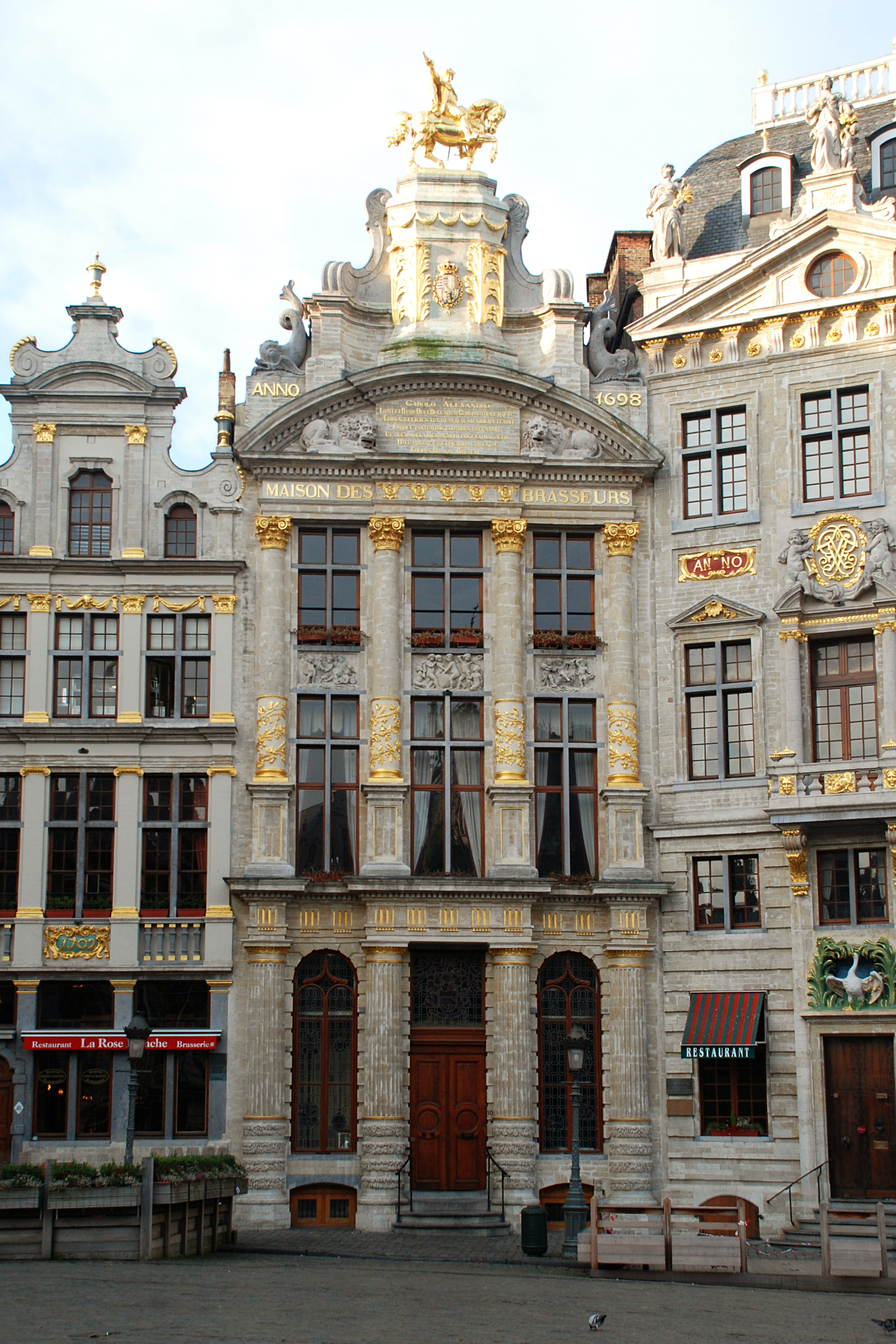
Maison de l'Arbre d'Or.
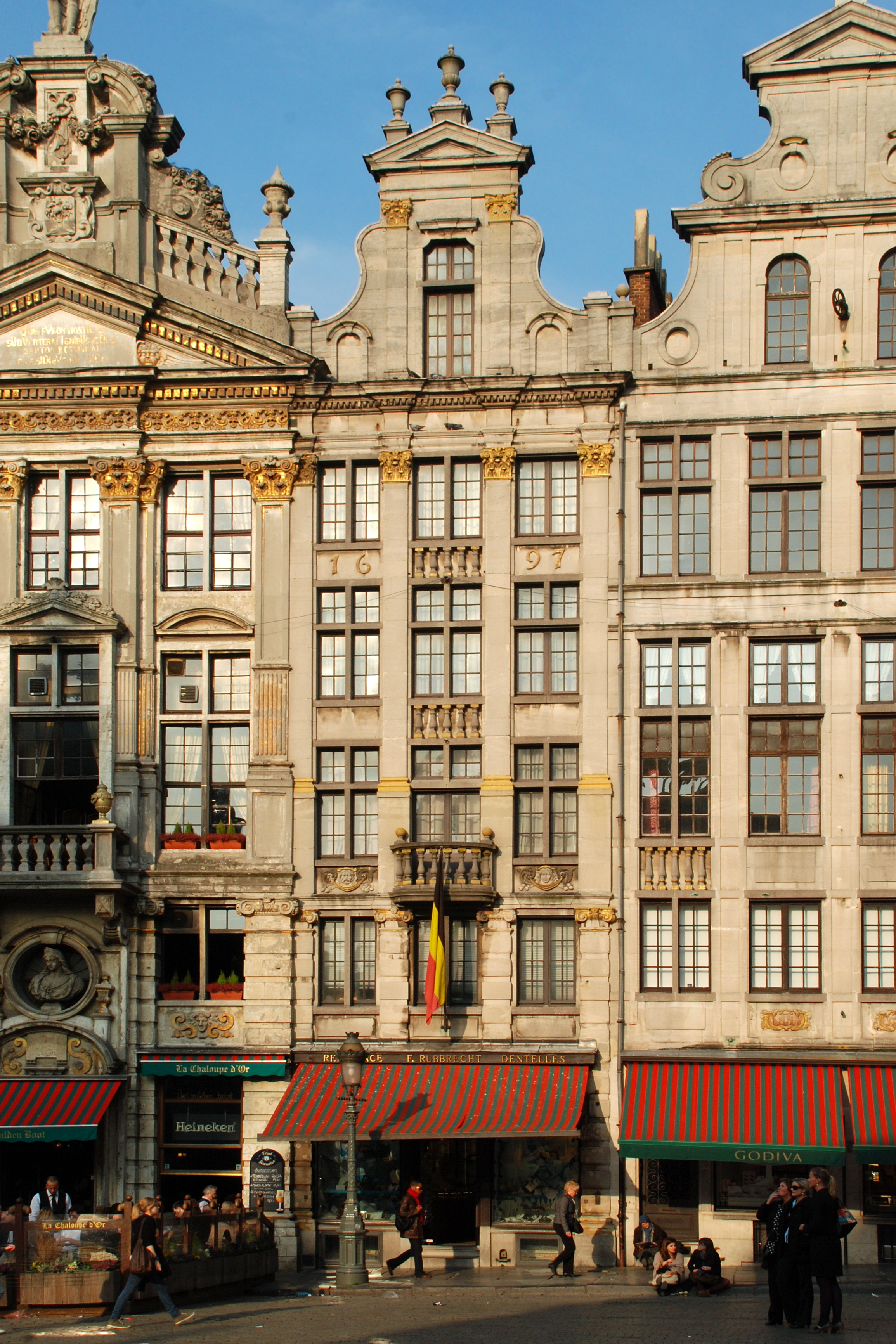
Maison de l'Ange.
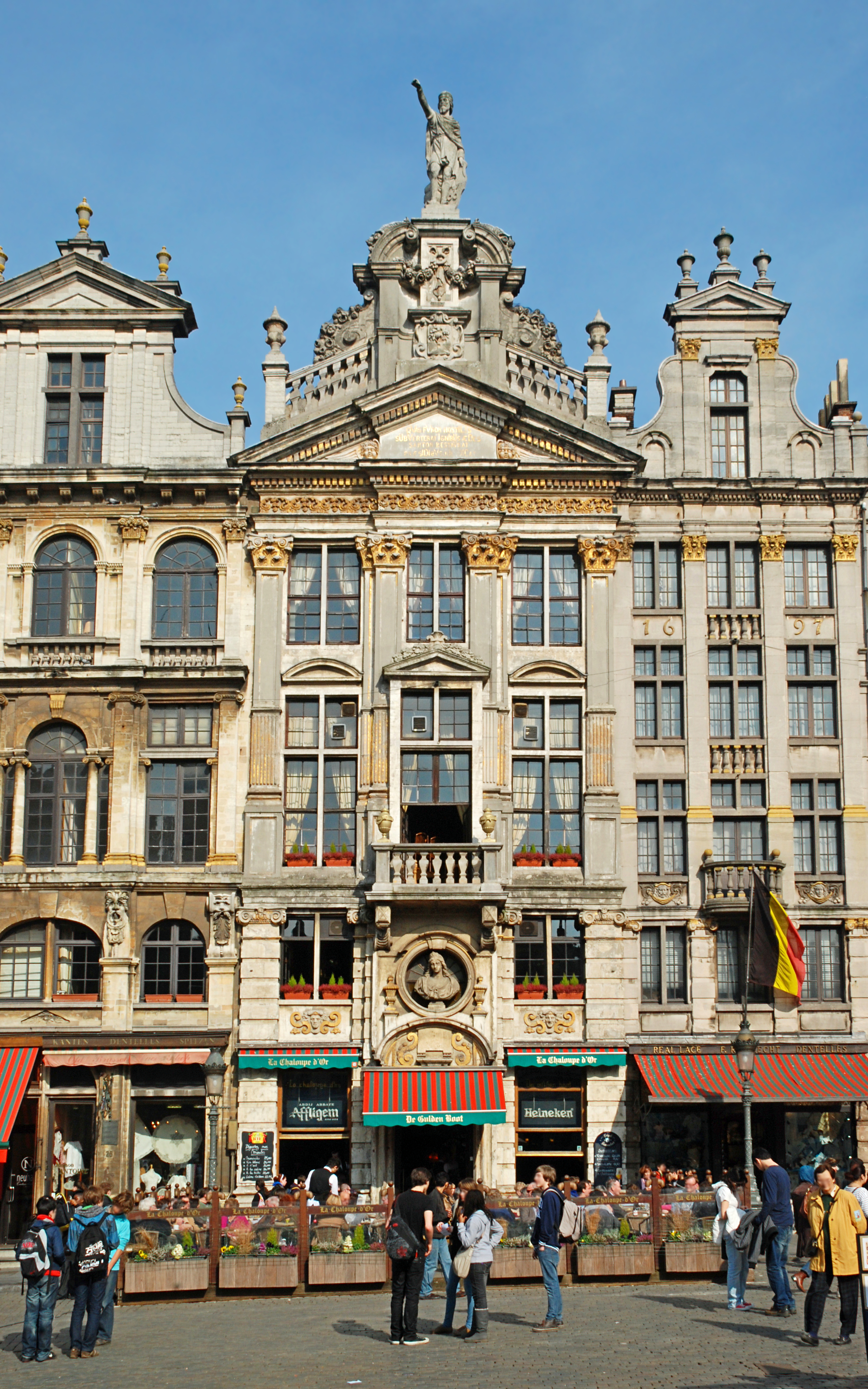
Maison de la Chaloupe d'Or.